# 釘町彰
釘町 彰（くぎまち あきら、1968年10月31日 - ）は画家、美術家。フランス・パリ在住。
写真表現からのインスピレーションを基に絵画の領域を広げようとする現代的視点は日本画の領域に限定されず、現代アートとして広く空間インスタレーションへの志向を実現している。建築と一体化した作品設置や現代茶室における棗制作など、様々な作家とのコラボレーションも展開している。

## 略歴
神奈川県生まれ。3歳から8歳までの5年間をベルギーで育つ。暁星小学校、暁星中学校・暁星高等学校を経て、多摩美術大学絵画学科日本画専攻入学。1993年多摩美術大学絵画科日本画専攻卒業（首席、国際瀧富士美術賞受賞）、1995年多摩美術大学大学院修士課程修了。学部在学中は上野泰郎、大学院在学中には松尾敏男に師事する。また、学部在学中より千住博の助手を務める。
1995年-1996年マルセイユ国立美術学校にて研修。Support Surface 運動に関わりのあるChristian Jaccard、及び Gerard TRAQUANDIに師事。1999年パリ第8大学大学院メディアアート科修士課程修了。Jean-Louis BOISSIERに師事。修了論文タイトルは「時間装置としてのアート（日本石庭から現代アートまで）」。
2000年-2002年、文化庁在外派遣芸術家としてパリで活動。2003年より精力的に個展を中心に作品発表を行う。現在、パリ在住。揉み紙を施した和紙に天然岩絵の具という日本画の技法により、ランドスケープ、光、海などを描く。2006年にはマルセイユ国立美術大学で、ランドスケープを扱うアートに関するワークショップを行い学生の指導にあたった。
2011年、立源寺（東京目黒）に作品設置。2012年には香川照之、歌舞伎界デビューにおける襲名記念の扇子を制作し、暖簾などのデザインも手がけた。2013年-2014年 パリ6区の高田賢三の邸宅、楕円形メインサロンに全8面の壁画を制作、設置した。
2015年、フランスの鞄ブランドDOGNINの人気シリーズPolochonにペイント、コラボレーション鞄「松林図」を制作。パリのオークションArtcurialにて競売にかけられた。「松林図」は高田賢三邸宅の壁画を元にしたものであり、長谷川等伯の松林図の影響がうかがえる。また、好評のため制作した二個目のコラボレーション鞄は、パリの画廊見本市 ArtElysee (8eme Avenue) にて出品、展示された。
2017年、三菱商事パリ支店エントランス、およびオフィス内に複数作品を設置。高田賢三邸宅に作品第二弾、プラチナ箔による屏風「Eclipse]を設置する。ボルドー、VILLA88にて書家のMaayaと2人展、1点のみ大作を天井から吊るし、オープニングでチェロコンサートとのコラボレーションを開催。同年、東京のギャラリーアートコンポジションにおける個展[Erewhon]、オープニングにてコンテンポラリーダンサーの安藤洋子によるダンスパフォーマンスが行われ、公演後、評論家の三脇康生と共に3人でトークショーを行う。
2019年、阿倍野ハルカス個展では、作品がほぼ完売となる。また、同年4月にグラン・パレ（パリ）にて行われたアートフェア、アートパリにおいても出展作品中2/3が売却、好評を博した。初のインテグラル作品集『Akira KUGIMACHI』を刊行。
2020年、TBSテレビ『ぴったんこカン・カン』にてゲストの俳優・香川照之がパリにて暁星学園OBを訪ねる企画に出演し、アトリエ、および作品などが紹介される。

## 主な展覧会
2003年
- 個展《Infinity Waves》（新生堂／東京）

2006年
- 個展《釘町彰新作展》（新生堂／東京）
- 個展《釘町彰作品展》（渋谷東急本店／東京、大阪高島屋／大阪）
- ワークショップ《image/paysage/mouvement》（マルセイユ国立美術学校／マルセイユ）
- 個展Akira KUGIMACHI 《Paysage》（Galerie Laurence Belle／フランス）

2007年
- 個展《Seascape＆Trees》（天満屋／広島、福山、岡山’08）
- 東美アートフェア《Seascape》（東京美術倶楽部／東京）
- アート上海2007（上海世貿商城／中国）
- シカゴレッドアートフェアAF2007 （シカゴ）

2008年
- アートフェア東京2008《Lightscape》（東京国際フォーラム／東京）
- 個展《釘町彰展Seascape Daylight》（西武アートフォーラム／東京）
- 個展《釘町彰展》（渋谷東急本店／東京）

2009年
- 東美アートフェア《Trees+Seascape》（東京美術倶楽部／東京）
- アートフェア東京2009《Shadows+Lightscape》（東京国際フォーラム／東京）
- 個展《Lightscape spectrum》（ギャラリーショアウッド／東京）

2010年
- 個展《サンクチュアリ》（西武渋谷店／東京）
- 個展《釘町彰展》（日本橋三越本店／東京）

2011年
- 《Tragique du paysage》（Galerie Eric Mircher／パリ）
- 立源寺（東京目黒）に作品永久展示
- 個展《Lightscape Seasons》（日本橋高島屋／東京）

2012年
- アートフェア東京2011《Snowscape》（東京国際フォーラム／東京）
- 《A force de regarder au lieu de voir》（ART-CADE／マルセイユ）

2013年
- 個展《Snowscape》（日本橋三越本店／東京）
- 高田賢三邸宅に全8面壁画制作

2014年
- 個展《Snowscape colors》（渋谷東急本店／東京）
- 個展《Eclipse》（天満屋広島／広島）

2015年
- 《Ombre et Lumiere》（Galerie Jean-Jacques DUTKO／パリ）
- 東美アートフェア《Bifrost》（東京美術倶楽部／東京）

2016年
- 個展＜釘町彰展 "Bifröst & Air"＞ (天満屋巡回展）

2017年
- 釘町彰展 Re-generation / 日本橋三越（東京）
- Bifröst & Air / 天満屋（米子、岡山、広島）
- 釘町彰展 / 東武百貨店船橋店（千葉）
- L'Aurore de Paysage (Akira KUGIMACHI X Maaya Wakasugi)/ Villa88 (ボルドー）

2018年
- 2人展 Renaissance Contemporaine(Akira KUGIMACHI X Luc DOGNIN) / Pierre Yves Caër Gallery (パリ)
- 個展《Erewhon》 / Gallery Art Composition（東京）
- 釘町彰展 / 高松三越（高松）
- 釘町彰展 / 名古屋丸栄ギャラリーエスパス（名古屋）
- 釘町彰展 / 京都大丸アートサロンエスパス（京都）
- 釘町彰展 / 富山大和 (富山)

2019年
- AKIRA KUGIMACHI -The Works-2019 / あべのハルカス近鉄本店（大阪）
- Art Paris 2019 / Pierre Yves Caër Gallery (パリ）

2020年
- Elpis/ Pierre Yves Caër Gallery (パリ）

2022年
- 松本建築芸術祭　出展 (長野県松本市)

2023年
- 恵比寿映像祭　出展 /ARTFRONT GALLERY (東京)

## 主なプロジェクト
- 2009年 - 鹿児島西酒造酒蔵にパノラマ作品「Shadows」設置（鹿児島）
- 2010年 - 大塚家具、大塚勝久元会長邸にパノラマ屏風設置（東京）
- 2011年 - 棗デザイン、制作（パリ）
- 2011年 - 立源寺に作品「vertical waves」恒久設置（東京）
- 2013年 - 高田賢三別宅メインサロンに総壁画「Shadows」制作（パリ）
- 2014年 - パリミキ・ロンドン支店 鏡とガラスによる内装壁画「Eclipse」制作（ロンドン）
- 2015年 - 仏鞄ブランドDOGNIN社とのコラボレーション鞄作品《松林図》制作（パリ）
- 2018年 - 高田賢三パリ邸宅に屏風「Eclipse Platine」設置 （パリ）
- 2023年 - セルヌスキー美術館に「Air (Gabi)」を寄贈 (パリ)

## 主な受賞歴
- 国際瀧富士美術賞（1993年）

## 主な作品シリーズ
- Bifröst
- Air
- Snowscape
- Spectrum horizon
- Nightscape
- Lightscape colors